# Церковь всех преподобных отцов Киево-Печерских
Храм всех преподобных отцов Пече́рских — наземный домовой храм Киево-Печерской лавры, расположенный на территории Ближних пещер. В обиходе именуется «тёплым храмом».

## История
Здание, в котором была обустроена церковь построено в 1839 году. Изначально оно предназначалось для монашеских келий. «Тёплая церковь» была обустроена в 1872 году, на втором этаже здания. В этом же году её освятили в честь всех Преподобных Отцов Печерских.
В советский период, когда усилилась волна гонений на Церковь, храм был переоборудован под выставочный зал, в котором проходили экскурсии по истории лаврских пещер.
В 2002 году церковь реконструировали. Ровенские иконописцы под руководством Олега Боровика расписали церковь. Торжественное освящение храма состоялось 21 ноября 2002 года.

## Реликвии
В храме хранится множество ценных священных реликвий:
- Список иконы Божьей Матери Свенской (Печерской), выполненный в мастерских Киево-Печерской лавры в XIX ст. (в алтаре храма)
- Икона Великомученицы Варвары с частицей её мощей, написанная во второй половине XIX века
- Ларец с частицей мощей Серафима Саровского
- Икона преподобного Серафима Саровского с частицей его мощей;
- Иконы Вседержителя и Божьей Матери Черниговской (Гефсиманской), что принадлежали митрополиту Владимиру (Богоявленскому);
- Ковчег — мощевик, изготовленный во второй половине XIX века, с частью Древа Животворящего Креста Господнего, частью гроба св. апостола Андрея Первозванного и 40 частицами мощей святых угодников
- Икона Феодосия Черниговского с частицей его мощей, написанная в середине XIX века.